# Hilde Léon
Hilde Léon (* 19. Februar 1953 in Düsseldorf) ist eine deutsche Architektin und Hochschullehrerin.

## Leben
Léon studierte ab 1973 Architektur an der Technischen Universität Berlin. Nach ihrer Diplom-Prüfung 1978 war sie bis 1980 als DAAD-Stipendiatin am Istituto Universitario di Architettura di Venezia (IUAV) tätig.
1983 gründete sie mit Konrad Wohlhage ein gemeinsames Architekturbüro, das sie seit 1994 zusammen mit Siegfried Wernik als Büro Léon Wohlhage, Wernik betreibt. Seit 2015 firmiert das Büro  unter dem Namen léonwohlhage.
Von 1990 bis 1995 war Léon Wissenschaftliche Mitarbeiterin am Lehrstuhl für Städtebau und Architektur der Hochschule der Künste Berlin.
Von 2000 bis 2021 war sie Professorin am Institut für Entwerfen und Gebäudelehre der Gottfried Wilhelm Leibniz Universität Hannover.
Léon wurde auf der Frühjahrs-Mitgliederversammlung der Akademie der Künste Berlin am 25. Mai 2013 als neues Mitglied in die Sektion Baukunst gewählt.

## Bauten des Büros Léon Wohlhage Wernik
- Bürogebäude am Halensee „Zitrone“ (1994–1996)
- Bremer Landesvertretung in Berlin (1996–1999)
- Indische Botschaft in Berlin (1998–2000)
- Wohnhaus „Kunstcampus“ – Europacity: Am Hamburger Bahnhof 3 in Berlin (2015–2017)
- Erweiterung Europäische Schule in München (2012–2019)
- Wohnanlage Weserhöfe in Bremen - Neustadt (2022)